# Figura aberratica
Figura aberratica is een keversoort uit de familie lieveheersbeestjes (Coccinellidae). De wetenschappelijke naam van de soort werd in 1975 als Epilachna aberratica door Helmut Fürsch gepubliceerd. Dezelfde Fürsch plaatste de soort in 1986 in het nieuwe geslacht Bambusicola Fürsch, 1986; die geslachtsnaam was echter al in gebruik als Bambusicola Gould, 1863, voor een geslacht van vogels. In 2006 werd door A.S. Ukrainsky het nomen novum Figura voorgesteld.